# ملعب شهداء بنينا
ملعب شهداء بنينا أو كما كان يطلق عليه سابقًا ملعب هوغو تشافيز هو ملعب كرة قدم في منطقة بنينا إحدى ضواحي بنغازي في ليبيا. يسع الملعب لأحد عشر ألف متفرج جلوساً، كما توجد به منصة رئيسة لكبار الضيوف بسعة مائة وخمسين كرسياً إضافة لمرافق حديثة للجمهور منها مقاهي ومائة دورة مياه، بالإضافة لغرف لتغيير الملابس للفرق ذات مرافق متكاملة وصالتي اجتماع للفرق، وجناح خاص بالحكام وعدد من المرافق الخاصة بكبار الضيوف وللإعلاميين.
افتتح الملعب في 5 مارس 2009 من قبل محمد معمر القذافي رئيس اللجنة الأولمبية الليبية، وبلغت تكاليف إنشاء وتجهيز الملعب 20 مليون دينار ليبي (نحو 16 مليون دولار أمريكي)، وقامت بتنفيذه بالتعاون مع مجموعة من الشركات العالمية المتخصصة الشركة الليبية للتنمية والاستثمار التابعة لصندوق الإنماء الاقتصادي والاجتماعي.
أطلق اسم الرئيس الفنزويلي هوغو تشافيز على الملعب في عهد حكم القذافي على الملعب «تقديراً لبرنامجه الثوري في فنزويلا ولدوره في قيام الفضاء الأمريكي الجنوبي...وتقديراً لتأكيده المستمر على علاقة الترابط التاريخي بين شعوب قارتي أمريكا الجنوبية ولإفريقيا التي يعلن أنها أم أمريكا اللاتينية ودول الكاريبي»، كما جاء في الموقع الرسمي لوكالة الجماهيرية للأنباء.، وبعد قيام ثورة 17 فبراير تم تغيير الاسم إلى «شهداء بنينة» تكريمًا للذين قتلوا من أبناء ضاحية بنينة في بنغازي أثناء ثورة فبراير.
الملعب تم إنشائه وفقا على نموذج ملعب بريتا-أرينا في مدينة فيسبادن، ألمانيا، حيث تمت إنشائه من قبل ذات الشركة كما أن مدرجات الملعب مسقوفة تم تركيبها فوق أعمدة دعمت بقواعد يبلغ عددها 16 قاعدة، كما تم تجهيز مقاعد للمشاهدة لذوي الاحتياجات الخاصة.، وقد افتتح الملعب بمباراة ودية بين فريق ليبيا الأوليمبي لكرة القدم والفريق السوري الأولمبي لكرة القدم والتي انتهت ب 2-1 لصالح الفريق السوري.